# 万多親王
万多親王（まんだしんのう/まんたしんのう）は、桓武天皇の第五皇子。初名は茨田。官位は二品・大宰帥、贈一品。旧字を用いると萬多親王。

## 経歴
延暦14年（795年）周防国の田百町、山八百町を賜る。延暦20年（801年）元服。
嵯峨朝にて右大臣・藤原園人らとともに『新撰姓氏録』を編纂し、弘仁5年（814年）に完成させた（この時の官位は四品・中務卿）。弘仁8年（817年）三品に叙せられ、弘仁14年（823年）式部卿に任ぜられる。
淳和朝の天長5年（828年）大宰帥に任ぜられ、天長7年（830年）4月に二品に昇叙されるが、同月21日に薨去。享年43。即日一品の贈位を受けた。

## 略歴
- 延暦14年（795年） 6月1日：賜周防国田100町・山800町
- 延暦20年（801年） 11月9日：元服
- 延暦23年（804年） 正月2日：茨田から万多に改名
- 時期不詳：四品
- 弘仁5年（814年） 6月1日：見中務卿
- 弘仁8年（817年） 正月7日：三品
- 弘仁14年（823年） 9月28日：式部卿
- 天長5年（828年） 正月12日：大宰帥
- 天長7年（830年） 4月1日：二品、4月21日：薨去、贈一品

## 系譜
- 父：桓武天皇[1]
- 母：藤原小屎 - 藤原鷲取の娘[1]
- 妻：不詳
  - 二男：正行王（816年 - 858年）[2]
  - 四男：雄風王（814年 - 855年）[3]
  - 七男：正躬王（799年 - 863年）[4]